# Leach (Oklahoma)
Pour les articles homonymes, voir Leach.
Leach est une census-designated place du comté de Delaware, dans l'État d'Oklahoma, aux États-Unis,. En 2020, elle compte une population de 249 habitants.